# فرناندو فراجاتا
فرناندو فراجاتا (بالبرتغالية: Fernando Fragata‏) (2 ديسمبر 1965 - 8 نوفمبر 2024)، هو مُخرج أفلام برتغالي.

## من أفلامه
- الحب والكيمياء (1995)
- كابوس حلو (1998)
- مطاردة الحياة (2002)
- سورتي نولا (2004)
- الإضاءة الخلفية (2010)

## روابط خارجية
- فرناندو فراجاتا على موقع IMDb (الإنجليزية)
- فرناندو فراجاتا على موقع ألو سيني (الفرنسية)
- فرناندو فراجاتا على موقع أول موفي (الإنجليزية)
- فرناندو فراجاتا على موقع قاعدة بيانات الفيلم (الإنجليزية)
- فرناندو فراجاتا على موقع كينوبويسك (الروسية)
- فرناندو فراجاتا في قاعدة بيانات الأفلام على الإنترنت
- الموقع الرسمي